# Atac a Cuxhaven
L'atac a Cuxhaven (Weihnachtsangriff, en alemany, és a dir l'atac de Nadal) va ser un atac aeri britànic contra les forces navals alemanyes que estaven al port de Cuxhaven, al Nadal de 1914.
Les aeronaus de la Royal Naval Air Service (Servei Aeri de l'Armada Reial) van ser transportades per portahidroavions de la Royal Navy, recolzats per vaixells de superfície i submarins. Els hidroavions van sobrevolar la zona de Cuxhaven i va deixar caure les seves bombes, causant danys a les instal·lacions a terra.
En el seu moment va ser descrit com un «reconeixement aeri de la Badia de Helgoland, incloent Cuxhaven, Helgoland i Wilhelmshaven... per hidroavions navals» durant el qual «es va aprofitar l'oportunitat d'atacar amb bombes els punts d'importància militar» al nord de l'Imperi Alemany.

## Preparació
La base aèria alemanya de zeppelins de Nordholz, prop de Cuxhaven, estava fora de l'abast dels avions britànics, per la qual cosa es va desenvolupar un pla amb tres portahidroavions: HMS Engadina (comandat per C. L'E. Malone, que també era el comandant de la incursió aèria), HMS Riviera (tinent E.D.M. Robertson) i HMS Empress (tinent Frederick Bowhill); amb el suport de la Harvich Force, un grup de creuers, destructors i submarins comandat pel comodor Reginald Tyrwhitt Yorke, per a poder enviar hidroavions a prop d'Helgoland, a la badia alemanya.
L'objectiu era fer un reconeixement de les instal·lacions militars de la zona i, si fos possible, bombardejar els zeppelin que estaven a Cuxhaven. Erskine Childers, tinent de la Royal Naval Reserve i autor del llibre Riddle of the Sands (l'enigma de les sorres), havia navegat l'àrea abans de la guerra i va anar com a observador.

## L'atac
El dia de Nadal de 1914, la Royal Navy va executar la primera acció combinada mar-aire per a localitzar i, si fos possible, intentar destruir els zeppelins alemanys com un atac preventiu per a evitar que les aeronaus ataquessin el Regne Unit.
La temperatura de l'aire era just per sobre de 0 °C i dels nou hidroavions que es van baixar a l'aigua, només set (tres Short Type 74 Folders, dos Short Type 81 Folders i dos Short Type 135 Folders; tots ells portaven tres bombes 9 kg) van ser capaços d'iniciar les maniobres l'enlairament. Els que no van poder enlairar-se, un Short Type 81 Folders (número de sèrie. 122) i un Short Type 81 Folders (número de sèrie. 812), es van pujar de nou a bord.
La boira, els núvols baixos i el foc antiaeri va impedir la incursió fos un èxit total, encara que van atacar per diversos llocs. No obstant això, l'atac va demostrar la viabilitat dels atacs dels avions a bord de vaixells i va mostrar la importància estratègica d'aquesta nova arma.
D'acord amb un telegrama de 7 de gener de 1915, guardat en el Churchill Archives Centre, de Churchill College (Cambridge), «l'Admiralty Chief Censor va interceptar un missatge de Hartvig, Kjobenhaven dirigit al Daily Mail, informant que la incursió aèria britànica a Cuxhaven (Alemanya) havia obligat a l'almirallat alemany a dispersar la major part de la Hochseeflotte (Flota d'Alta Mar) de Cuxhaven a diversos llocs del canal de Kiel.»

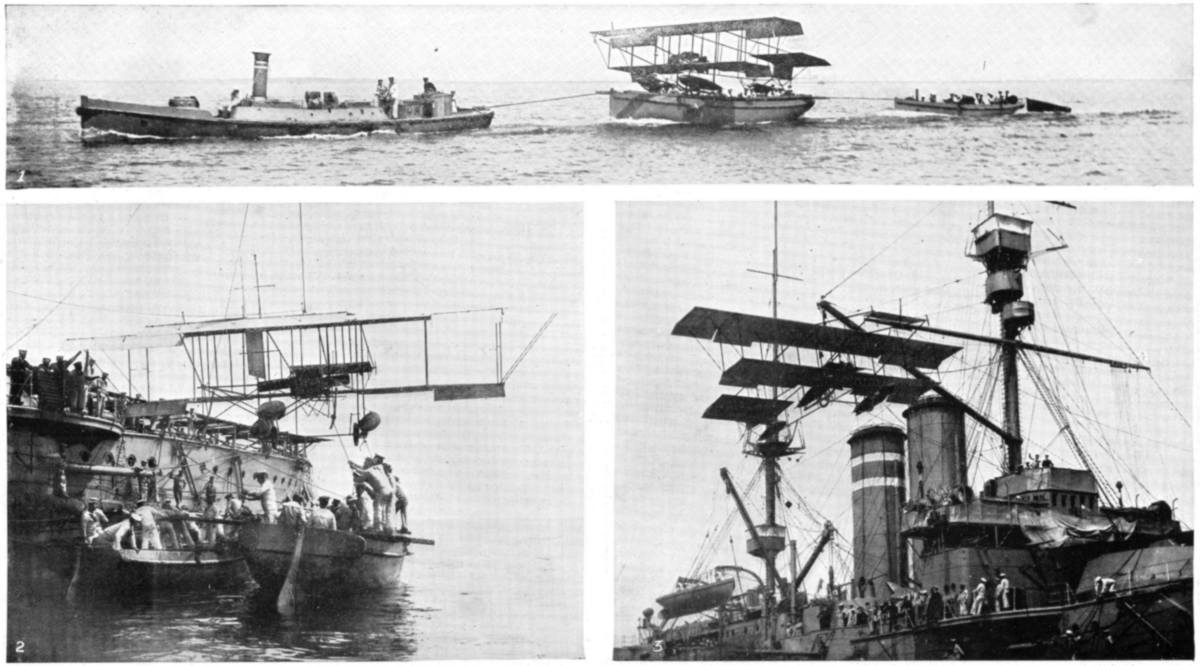
Vaixells i hidroavions britànics que van participar en l'atac de Cuxhaven

Les tripulacions dels set avions van sobreviure després d'haver estat volant durant més de tres hores:
- Tres hidroavions, un Short Type 74 (número de sèrie 811, pilotat pel Flt. Lt. Charles Edmonds),[5] un Short Type 81 (número de sèrie 119, Flt. CdR. R.P. Ross), i un Short Type 135 (número de sèrie 136, Flt CdR C.F. Kilner amb el tinent Erskine Childers com a observador), van tornar als portahidroavions sense problemes.
- Tres hidroavions, un Short Type 81 (número de sèrie. 120, Flt. Lt. A.J. Miley) i dos Short Type 74 (números de sèrie. 814 (Flt. Sub-Lt. V. Gaskell-Blackburn) i 815 (Flt. CdR. D.A. Oliver)) van aterrar a prop de l'illa Frísia Oriental de Norderney i les seves tripulacions van ser portades a bord del submarí HMS E11, sota el comandament del Tinent Comandant Martin Nasmith (els hidroavions es van enfonsar per a evitar que caiguessin en mans de l'enemic).[6]
- Un hidroavió, un Short Type 135 (número de sèrie 135) pilotat per Flt. Lt. Francis ET Hewlett, va patir problemes de motor i va ser vist abandonat al mar, a uns 13 km d'Helgoland. Hewlett va ser trobat pel pesquer holandès Marta van Hattem, que el va pujar a bord i el va deixar al port de IJmuiden, als Països Baixos, on va desembarcar el 2 de gener de 1915 i va tornar a Anglaterra.[7]

## La reacció alemanya
Després de l'atac no hi va haver cap resposta de la Flota d'Alta Mar alemanya. Per contra, les forces aèries alemanyes van ser molt actives i van usar hidroavions i zeppelins per a descobrir la posició de la força atacant. Un hidroavió de reconeixement, un Friedrichshafen FF19 (número 85) va volar durant 5 hores i 52 minuts, un èxit notable per a l'època. Un hidroavió d'Heligoland va descobrir als britànics, però a causa de no tenir una ràdio va haver de tornar a l'illa per a informar. El zeppelin LZ 6 també va albirar als britànics, però a causa d'una fallada del generador d'informes, no va poder avisar.
La força britànica navegava en formació a una velocitat de 20 nusos, però el HMS Empress es va endarrerir per la popa de la formació a causa de problemes de les calderes, i en conseqüència, el primer atac alemany va ser contra aquest vaixell. Dos hidroavions Friedrichshafen van atacar amb bombes, i encara que una petita bomba va explotar a prop de la proa, ni el vaixell ni la tripulació van patir cap dany. El zeppelin LZ6 va seguir atacant amb bombes i foc de metralladora. La tripulació del HMS Empress va intentar mantenir a distància al zeppelin amb foc de fusells. El vaixell, els hidroavions i el zeppelin no van patir cap dany greu.
Els submarins SM U-20, SM U-22 i SM U-30, van realitzar atacs a la flota que es retirava, però les maniobres dels britànics van impedir qualsevol èxit. La força britànica va tornar a les seves bases sense danys ni baixes.

## Conseqüències
L'atac a Cuxhaven va ser un esforç imaginatiu on es va mostrar la voluntat dels caps militars per adoptar noves tecnologies, i va configurar les batalles aire-mar del futur. Va ser un impuls a la moral britànica, i va assenyalar el camí de la forma en què els avions podrien ser més eficaços.

## Condecoracions derivades de l'acció
Per la seva participació en l'atac de Cuxhaven, Cecil Kilner i Charles Humphrey Kingsman Edmonds, van ser guardonats amb el DSO; els suboficials mecànics James William Bell i Gilbert Howard William Budds van ser guardonats amb la DSM.